# Олга Петров
Олга Петров (рођ. Радишић; Баранда, код Панчева, 1. децембар 1920 — Јајинци, код Београда, 9. мај 1942) била је учитељица, учесница Народноослободилачке борбе и народни херој Југославије.

## Биографија
Рођена је 1. децембра 1920. године у селу Баранди, код Панчева. Потиче из сиромашне сељачке породице. Основну школу је завршила у родном месту, а потом је уписала гимназију у Петровграду. После првог разреда гимназије прешла је у Учитељску школу у Вршцу, коју је завршила јуна 1940. године.
По доласку у Вршац, најпре је становала код једне учитељице, која је била симпатизер Комунистичке партије Југославије (КПЈ), и преко ње се укључила у омладински револуционарни покрет. Касније је становала у школском интернату. За време школовања, због лошег материјалног стања, давала је часове слабијим ученицима. У школи се повезала са члановима СКОЈ-а и КПЈ, а 1938. године је примљена у чланство Савеза комунистичке омладине Југославије (СКОЈ) и до краја школовања је била један од руководилаца ове организације у школи.
Била је веома активна у литерарној секцији учитељске школе, ђачкој дружини „Узајамност“, културно-уметничком друштву „Абрашевић“ и омладинској секцији женског покрета. Истицала се у писању литерарних радова, и често је на такмичењима освајала прве награде. Скојевска организације Учитељске школе, којој је припадала и Олга, била је једна од најактивнијих организација СКОЈ-а у Војводини. Олга је сарађивала са Бориславом Брацом Петровим, који је био секретар Покрајинског комитета СКОЈ-а за Војводину и организатор партијске технике у јужном Банату.
Јуна 1940. године, била је ухапшена, када је полиција у дворишту њене куће пронашла кофер, са илегалним партијским материјалом. Било је то у време пред сам крај њеног школовања, и полицијски иследници су је уцењивали да ако не призна да је кофер њен, неће моћи да дипломира. И поред страха од забране дипломирања, Олга је пред иследницима порицала било какву везу са кофером. На иницијативу групе професора, пуштена је да се брани са слободе. После завршене матуре, на судском процесу је била ослобођена, због недостатка доказа. Убрзо потом била је поново ухапшена, заједно са групом комуниста, који су били осумњичени да су растурали илегалне партијске летке, али је поново због недостатка доказа била пуштена. После ових немилих догађаја, Олгина мајка Лепосава и сестра су се преселиле у Панчево.
После дипломирања, своје прво учитељско место добила је у родној Баранди, где се удала за Борислава Брацу Петрова. Исте године примљена је и у чланство Комунистичке партије Југославије. Заједно са супругом радила је у партијској техници и код себе имала сав партијски пропагандни и теоријски материјал. Активно је радила и у Панчеву, где је била члан Месног комитета СКОЈ-а. Организовала је нове партијске ћелије и организовала штрајкове, од којих је највећи био штрајк текстилних радника. Често је путовала у Нови Сад, као специјални курир између Окружног и Покрајинског комитета КПЈ.
У јесен 1940. године, ухапшена је заједно с групом комуниста, после повратка са једног илегалног састанка у Новом Саду. Тада се прву пут сусрела са злогласним иследником новосадске полиције Јурајем Шпилером. Иако је била мучена, иследницима није рекла ни речи. Неколико дана пред почетак рата, 17. марта 1941. године пуштена је заједно са осталим затвореницима.
После Априлског рата и окупације Краљевине Југославије, 1941. године, окупатор је у јужном Банату нанео тешке ударце партијској организацији, али поред тога Олга и њени другови су радили на организовању устанка. Обилазила је многе, партијске и скојевске активе, и у току лета организовала прве саботаже на паљењу жита, на железници, у радионицама и др. После јулске акције Првог банатског партизанског одреда, изведене у близини Панчева, окупаторска полиција је организовала хапшења, и све сумњиве одводила у панчевачки логор „Свилара“.
Кућа Олгине мајке, Лепосаве Радишић, у Панчеву је стално била под присмотром полиције. Због тога су Олгина мајка и сестра прешле у Ченту код рођака. Да би из куће изнела преостали партијски материјал Олга је, обучена у сељанку, на коњским колима натовареним кукурузовином, дошла у кућу и пренела материјал. Због даљег немогућства рада у Панчеву, Олга је, по партијском задатку, прешла у Црепају, где је сарађивала са Стеваном Јовановићем Стевицом, чланом Обласног комитета КПЈ за јужни Банат.
Октобра 1941. године полиција је опколила кућу, у Црепаји, где је одржаван састанак, на којем се налазила и Олга. Видећи да се не могу извући, илегалци су прихватили борбу. Олга је тада,иако рањена,ипак успела да се извуче и побегне. Склонила се у родно село, Баранду, код једног познаника. Олгин познаник, полакомивши се на награду од 25.000 динара, пријавио ју је полицији. Иследници панчевачке полиције најпре нису знали кога имају у рукама, пошто је Олга ћутала, али су слутили да је она значајна личност Народноослободилачког покрета у јужном Банату. Због тога је пребачена у Бечкерек, где је се по други пут сусрела са злогласним Јурајем Шпилером, сада шефом градске полиције.
У истражном затвору провела је шест месеци, подвргнута страшном мучењу - вешали су је за косу, пекли месо на ногама, повређивали старе ране и др. У својој ћелији, у истражном затвору, својом крвљу је написала на зиду — Поносно умирем за КПЈ. На захтев Гестапоа, пребачена је у Београд, у Бањички логор. Стрељана је 9. маја 1942. године у Јајинцима. Олгин супруг Браца Петров, је такође погинуо током Народноослободилачког рата, када је марта 1942. године био опкољен у једној кући на периферији Панчева.
Указом председника ФНР Југославије Јосипа Броза Тита 27. новембра 1953. проглашена је за народног хероја.
У њену част основне школе у београдском приградском насељу Падинска Скела, у Вршцу и у селу Банатски Брестовац носе њено име.